# Miskolci egyházmegye
A Miskolci egyházmegye (latinul: Eparchia Miskolcensis) görögkatolikus egyházmegye, melyet a Miskolci apostoli exarchátusból hozott létre Ferenc pápa 2015. március 19-én az In hac suprema kezdetű bullájával. A Magyarországi Saját Jogú Metropólia részegyháza, püspöke Orosz Atanáz. Székhelye Miskolc. Székesegyháza a miskolci Búza téri görögkatolikus székesegyház.

## Történelem

### Kezdetek
A Miskolci egyházmegye története az első világháború végét lezáró Trianoni békeszerződésre vezethető vissza, amikor az akkori Csehszlovákiához került Eperjesi görögkatolikus egyházmegye 20 parókiája került Magyarország területére. Az eperjesi egyházi hatóság ekkor ideiglenes megoldáshoz folyamodott, mivel a kapcsolattartás az egyházmegye és az ide került parókiák között nagyon nehéz volt. A kormányzási feladatokkal előbb a kerületi espereseket, majd Vaskovich Antal mucsonyi esperes-lelkészt bízták meg, akit dr. Rusznák Miklós általános helynök püspöki biztossá, dr. Nyárádi Dénes kőrösi püspök és eperjesi apostoli kormányzó pedig általános helynökké nevezte ki. Vaskovics Antal 1925. október 27-ig töltötte be tisztségét.
Az ide került parókiák papsága, Mocsár Endre szentszéki tanácsos, homrogdi lelkész kezdeményezésére – mozgalmat indított annak érdekében, hogy a Magyarországon maradt paróchiákat csatolják a Hajdúdorogi egyházmegyéhez. Ezt az akkori püspök – Miklósy István – nem utasította vissza, de az Eperjesi egyházmegye iránti tiszteletből nem kívánt dönteni az ügyben. XI. Piusz pápa felhatalmazása alapján Francesco Marmaggi prágai nuncius 1924. június 4-én kelt alapító iratával az Eperjesi és a Munkácsi egyházmegye Magyarországon maradt paróchiáit kivette a két egyházmegye joghatósága alól és számukra önálló egyházkormányzati szervezetet, apostoli exarchátust hozott létre.
Az exarchátus első exarchájává Papp Antal korábbi munkácsi püspököt nevezte ki a pápa, akit egyben küzikei címzetes érsekké nevezett ki. Papp ekkor még Ungváron lakott, de az állameskü megtagadása miatt 1925. szeptember 11-én a csehszlovák hatóságok az országból kiutasították. Előbb Budapesten szállt meg, majd Miskolcon telepedett le, s 1925. október 27-én átvette az exarchátus kormányzását. Miskolc jogilag nem tartozott az exarchátus területéhez, de az exarchátus területén sem város, sem székhelynek alkalmas község nem volt, így az egyházi hatóságok ezt a helyzetet tudomásul vették.
Az exarchátus fenntartotta az Eperjesi egyházmegyében kialakult liturgikus gyakorlatot. A liturgia hivatalos nyelve az óegyházi szláv volt, de ez kizárólag a szentmise kánoni részében érvényesült. A szent liturgia többi részét és minden más szertartást magyarul végeztek. E gyakorlatot Papp Antal kétszer is jelentette az Apostoli Szentszéknek, de Róma megjegyzés nélkül hagyta, tehát a hivatalosan még nem szentesített magyar nyelv liturgikus használatát az exarchátusban is tudomásul vette.
Az első bécsi döntést követően a Magyarországhoz visszatért területeken az Eperjesi egyházmegye kassai esperesi kerületének hat paróchiája, majd pedig Kárpátalja visszafoglalása után újabb öt paróchia került az exarcátushoz. Ezzel egyidejűleg az eredetileg munkácsi egyházmegyés Rudabányácska és Beregdaróc visszatértek anyaegyházmegyéikhez. Papp Antal érsek 1945. december 24-én hunyt el, azt már nem érte meg, hogy a második világháború utáni határrendezések eredményeként ezek a parókiák visszatértek az Eperjesi egyházmegyéhez, illetve az ismét Magyarországon maradt Rudabányácska és Beregdaróc immár a Hajdúdorogi egyházmegyéhez nyert besorolást.

### A második világháború után
A világháború lezárulta után az Apostoli Szentszék számolt azzal, hogy előbb-utóbb az ideiglenes intézkedésnek szánt kormányzóság történetét lezárja, ezért XII. Piusz pápa 1946. október 14-én Dudás Miklós hajdúdorogi püspököt nevezte ki apostoli kormányzónak. A végleges rendezést viszont a kommunista hatalomátvétel, illetve az egyház elleni támadások megakadályozták. Viszont ettől az időtől kezdve gyakorlatilag folyamatosan a hajdúdorogi püspökségről irányították az exarchátust: Timkó Imre püspök 1975 és 1988 között.
Dr. Dudás Miklós püspök halála után (1972. július 15.) a Konzultori Testület – ugyanúgy, mint a Hajdúdorogi Egyházmegye Székeskáptalanja – dr. Timkó Imre Hajdúdorogi egyházmegyei kanonokot, a Budapesti Hittudományi Akadémia professzorát választotta meg kormányzó helynökké, aki egyben a Szórványhelynökség vikáriusa is volt.
A kormányzó helynök dr. Gulovics Andor konzultor, Múcsonyi parókust nevezte ki kancellárrá. Az Apostoli Kormányzóság irodája ekkor ismét Múcsonyba került.) Keresztes Szilárd püspök 1988 és 2008 között (1975 és 1988 között az Adminisztratúra általános helynöke volt), illetve Kocsis Fülöp püspök 2008 és 2011 között. Miközben a hajdúdorogi püspök joghatóságát az Apostoli Szentszék az egész országra kiterjesztette, a Miskolci apostoli exarchátus önállóságát fenntartotta.

### Területrendezés, majd az egyházmegyei alapítás
XVI. Benedek pápa 2011. március 5-én kelt bullájával az exarchátus területét megváltoztatta, s azt a polgári jog szerint Borsod-Abaúj-Zemplén megyével tette egyenlővé, egyben Dr. Orosz Atanázt püspök-exarchává nevezte ki. Ekkor indult el a kormányzóság valódi önálló élete, ami alapján Dr. Orosz Atanáz létrehozta az egyházmegyei léthez szükséges intézményeket.
Őszentsége Ferenc pápa hazai görögkatolikusságunknak 2015. március 19-én megalapította a Magyarországi Sajátjogú Metropolitai Egyházat, a Görögkatolikus Metropóliát – három egyházkormányzati egységgel. A Hajdúdorogi Főegyházmegye főpásztorává Kocsis Fülöp metropolitát nevezte ki. A Miskolci Apostoli Exarchátust egyházmegyei rangra emelte. A Miskolci Egyházmegye első megyéspüspöke Orosz Atanáz püspök lett.
A Hajdúdorogi Egyházmegyéből leválasztotta a Nyíregyházi Egyházmegyét, melynek ideiglenes kormányzójává Orosz Atanáz püspököt, majd október 31-én apostoli kormányzójává P. Szocska A. Ábel OSBM szerzetest nevezte ki, a Hierarchák Tanácsának tagjaként. A Miskolci és a Nyíregyházi Egyházmegyét egyúttal a Hajdúdorogi Metropolitai szék szuffragáneusává tette.
Ferenc pápa 2016. január 30-án pontosította a metropólia egyházmegyéinek határait. A Miskolci Egyházmegye területe Borsod-Abaúj-Zemplén megye és Heves megye egész területe. A Nyíregyházi Egyházmegye területe Szabolcs-Szatmár-Bereg megye teljes területe. A Hajdúdorogi Főegyházmegye területe pedig az előbbiekben említett keleti és északi megyék kivételével a többi 16 megye és Budapest területe.

## Szervezet

### Az egyházmegyében szolgálatot teljesítő püspökök
| Fénykép | Név, beosztás                                                                             | Születési helye, ideje                 | Kinevezés dátuma |
| ------- | ----------------------------------------------------------------------------------------- | -------------------------------------- | --- |
|         | Dr. Orosz Atanáz miskolci püspök                                                          | Nyíregyháza, 1960. május 11. (65 éves) | miskolci apostoli exarchának kinevezve: 2011. május 5. miskolci püspök és nyíregyházi apostoli adminisztrátor: 2015. március 20. A nyíregyházi apostoli kormányzóságról lemondott: 2015. október 31. |
|         | Dr. Keresztes Szilárd nyugalmazott hajdúdorogi püspök és miskolci apostoli adminisztrátor | Nyíracsád, 1932. július 19. (92 éves)  | hajdúdorogi segédpüspöknek kinevezve: 1975. január 7. Miskolci apostoli adminisztrátor: 1988. június 30. Hajdúdorogi püspök: 1988. június 30. Nyugállományban: 2007. november 10.                    |

Az exarchátus korábbi vezetői:
- Vaskovits Antal általános helynök (1924. június 4.–1925. október 27.)
- Papp Antal küzikei címzetes érsek, apostoli exarcha (1925. október 27. – 1945. december 24.)
- Dr. Szántay-Szémán István konzultori helynök (1946)
- Dudás Miklós apostoli adminisztrátor (1946. október 14. – 1972. július 15.)
- Dr. Timkó Imre kormányzó helynök (1972. július 17. – 1975. január 7.), apostoli adminisztrátor (1975. január 7. – 1988. március 30.)
- Keresztes Szilárd apostoli kormányzói általános helynök (1975. március 15. – 1988. március 30.), apostoli adminisztrátor (1988. március 30. – 2007. november 10.)
- Kocsis Fülöp hajdúdorogi püspök és miskolci apostoli adminisztrátor (2008. május 2. – 2011. május 5.)

### Területi beosztás
A Miskolci egyházmegye szervezeti beosztása a következő:
1. Borsodi Esperesi Kerület (11): Abod, Edelény, Irota, Kazincbarcika, Múcsony, Ózd, Rakaca, Rakacaszend, Sajószentpéter, Szuhakálló és Viszló.
2. Csereháti Esperesi Kerület (12): Baktakék, Csobád, Encs, Felsővadász, Gadna, Garadna, Homrogd, Kány, Mogyoróska, Pere, Selyeb és Szikszó.
3. Abaúj-Hegyaljai Esperesi Kerület (11): Abaújszántó, Baskó, Bekecs, Bodrogkeresztúr, Bodrogolaszi, Boldogkőváralja, Komlóska, Mezőzombor, Szerencs, Tokaj és Tolcsva.
4. Miskolci Esperesi Kerület (5): Miskolc-Avas, Miskolc(-Belváros), Miskolc-Diósgyőr, Miskolc-Görömböly, Miskolc-Szirma.
5. Sajópálfalai Esperesi Kerület (9+2): Arnót, Berzék, Eger, Emőd, Felsőzsolca, Hejőkeresztúr, Sajópálfala, Sajópetri, Sajóvámos, Szirmabesenyő és Tiszaújváros.
6. Sátoraljaújhelyi Esperesi Kerület (12): Alsóregmec, Dámóc, Filkeháza, Kenézlő, Mikóháza, Pácin, Rudabányácska, Sárospatak, Sárospatak-Végardó, Sátoraljaújhely, Vajdácska és Zemplénagárd.

### Parókiák
2011. március 5-ig a következő településeken működtek parókiái: Abaújszántó, Abod, Alsóregmec, Baktakék, Baskó, Boldogkőváralja, Csobád, Edelény, Encs, Felsővadász, Filkeháza, Gadna, Garadna, Homrogd, Irota, Kány, Kazincbarcika, Mikóháza, Mogyoróska, Múcsony, Ózd, Pere, Rakaca, Rakacaszend, Sajószentpéter, Selyeb, Szikszó, Szuhakálló, Tornabarakony, Viszló.
2011. március 5-én XVI. Benedek pápa módosította az exarchátus határait, amely így megegyezik Borsod-Abaúj Zemplén megyével, és így ekkortól 59 parókia tartozott hozzá.
Az egyházmegyének jelenleg 60 parókiája és két szervezőlelkészsége van.

## Szomszédos egyházmegyék
- Pozsonyi görögkatolikus egyházmegye (nyugat)
- Kassai görögkatolikus egyházmegye (észak)
- Nyíregyházi egyházmegye (kelet)
- Hajdúdorogi főegyházmegye (délkelet)